# Leopold Marx
Leopold Marx (* 8. Dezember 1889 in Cannstatt, Deutsches Kaiserreich; † 25. Januar 1983 in Shavei Zion, Israel) war ein schwäbischer Schriftsteller, Dichter und Fabrikant, der 1939 aus dem nationalsozialistischen Deutschland in das britische Protektorat Palästina emigrieren musste, dort in einem Moschaw siedelte und zeitlebens in deutscher Sprache schrieb.

## Leben
In einer Fabrikanten-Familie Cannstatts geboren, besuchte Leopold Marx bis 1904 das dortige Gymnasium. Seine Eltern waren Eduard Marx und Babette geborene Rothschild, die in der Seelbergstraße 1 (heute Waiblinger Straße 12) in Cannstatt wohnten. Sie besaßen zusammen mit Bernhard Gutmann die Mechanische Bandweberei Gutmann und Marx auf dem Gelände der früheren Heilanstalt von Dr. Ebner (Ecke Seelbergstraße/Waiblinger Straße) in Cannstatt mit einer Filiale in Neuffen. Das Familienhaus und die Firma in Cannstatt stand am Wilhelmsplatz.
Die Filiale in Neuffen befand sich in der Nähe des Lindenplatzes am Oberen Graben.
Als sein Vater 1904 starb, musste der Fünfzehnjährige seine gymnasiale Karriere aufgeben und sich auf die Übernahme der Firma vorbereiten. 1904 bis 1908 absolvierte er eine kaufmännische und technische Ausbildung (Lehre, Textilschule in Barmen, Aufenthalt in London und Paris).
1909 übernahm der noch nicht Volljährige den Betrieb. 1914, in der Zeit des Ersten Weltkriegs, wurde er als Leiter eines kriegswichtigen Betriebs zurückgestellt, im Jahr 1916 ließ er sich im Tausch gegen seinen Bruder Julius einberufen.
Vorher heiratete er Ida (Judith) geborene Hartog aus Mannheim, die ebenfalls aus einer jüdischen Familie stammte. Im Mai trat er seinen Kriegsdienst in Nordfrankreich an, im Oktober 1916 geriet er an der Somme in französische Gefangenschaft. Dort überwand er allgemeine Vorurteile gegen Franzosen, klärte sein Verhältnis zum Judentum nach einer Begebenheit mit algerischen Juden, die als Soldaten in Frankreich dienten. In der Gefangenschaft lernte er etwas Hebräisch und machte sich mit den Schriften Martin Bubers vertraut. Er kam in Kontakt mit Hermann Hesse, der für die deutsche Kriegsgefangenen-Fürsorge in Bern arbeitete und Bücher für Gefangene zur Verfügung stellte. Leopold Marx verfasste erste Lyrik (Sonette u. a.), von denen Hermann Hesse einige veröffentlichte.
1919 gelang ihm die Flucht. Im Dezember kehrte er heim. Von da an leitete er zusammen mit seinem Bruder Julius die familieneigene Fabrik, bis diese 1938 in Neuffen „arisiert“ wurde. Bei diesem Vorgang spielte der damalige Neuffener Bürgermeister August Pfänder eine Rolle.
Neben der unternehmerischen Tätigkeit veröffentlichte er in Zeitschriften und Zeitungen wie der Jüdischen Rundschau, Jugend und Berliner Tageblatt, hauptsächlich Gedichte und Artikel, später auch im Aufbau.
Seit 1924 hatte er freundschaftliche Beziehungen zu dem bekannten jüdischen Religionsphilosophen Martin Buber, auf dessen Anregung Leopold Marx in Gemeinschaft mit seinem Schwager Karl Adler und Otto Hirsch in Stuttgart ein jüdisches Lehrhaus (Beit haMidrasch) gründete, nach dem Vorbild des in Frankfurt am Main bestehenden Freien Jüdischen Lehrhauses. 
Nach seiner Deportation in das KZ Dachau und seiner dortigen Entlassung (1938) ließ er seine zwei Söhne Erich Josua (Jehoschuʿa) und Eder/Eduard (Ephrajim) nach Palästina ausreisen. Beide befanden sich zuvor im Jüdischen Landschulheim Herrlingen, Eder als Schüler, Erich als Hilfskraft. Den Lebensweg von Erich Jehoshua, der am 14. Januar 1948 im Israelischen Unabhängigkeitskrieg zu Tode kam, hat Leopold Marx in seinem Buch Mein Sohn Erich Jehoshua verarbeitet.
Leopold Marx wurde im Mai 1939 von der Gestapo inhaftiert, kam dann wieder frei. Im zweiten Kriegsmonat des Jahres 1939 emigrierte er mit seiner Frau nach Palästina, das er – Zionist, der er war – Erez Jisrael nannte. Er wurde hier im gleichen Jahr noch in das landwirtschaftliche Kollektiv (Moschav Schittufi) Schavei Zion aufgenommen, im Deutschen auch „Shavey Zion“ oder „Shavej Zion“ („Rückkehrer nach Zion“). Dieser Moschav wurde von einer Gruppe von Juden aus Rexingen gegründet, die sich 1938 unter dem Druck der Verfolgung in Nazi-Deutschland im „Land der Väter“ eine neue Heimat gesucht hatten. Zwölf Jahre arbeitete er in den landwirtschaftlichen Pflanzungen. Danach war er als Gärtner tätig und hatte großen Einfluss auf die dortige landschaftspflegerische Gestaltung und auf kulturelle Gemeinschaftseinrichtungen.
In Israel entfaltete er eine vermehrte literarische Tätigkeit, trotz seiner stark beeinträchtigten Sehleistung. Im Februar 1972 starb seine Frau Judith; am 25. Januar 1983 starb er selbst. Postum erschien sein Werk Franz und Elisabeth im Bleicher-Verlag Gerlingen, wie er es gewünscht hatte, und zwar am 8. Dezember 1989, zu seinem 100. Geburtstag. 
Der literarische Nachlass von Leopold Marx ist teilweise im Deutschen Literaturarchiv Marbach aufbewahrt. Auch sein Sohn Ephrajim Marx (Kibbuz Evron) bewahrt Teile des Nachlasses.

## Leistungen
Seine Gedichte und seine Prosa stellen ein bewegendes Zeugnis der Gefühle eines Juden dar, der das Kaiserreich, die Weimarer Republik, die traumatische NS-Zeit und das Werden Israels miterlebte. Er gilt als bedeutender deutsch-jüdischer Schriftsteller, auch im Kontext der deutsch-israelischen Literatur.
Er bereicherte das kulturelle jüdische Leben im Stuttgart der 1920er und 1930er Jahre durch selbst geschriebene Stücke (z. B. Purim in Schwabylon, eine Revue), Artikel, Vorträge, Ansprachen.
Nachdem die Synagoge in Stuttgart-Bad Cannstatt während der Novemberpogrome 1938 niedergebrannt worden war, stellte er der Gemeinde Räume in seinem Familienhaus für gottesdienstliche Zwecke zur Verfügung. In Shavei Zion gehörte er zu denen, die die Gestaltung des Moschaw und das kulturelle Leben, z. B. als Gärtner, Landschaftsgestalter, Chronist, Gründer des Hauses „Beth Jehoshua“ (Haus zur Erinnerung an Jehoshua Marx) wesentlich prägten.

## Werke
- Ein jüdisches Lehrhaus in Stuttgart. Ein Vortrag (Schluß). In: Gemeinde-Zeitung für die israelitischen Gemeinden Württembergs. Bd. 3 (1926/27), Heft 2, 16. April 1924, S. 35–40 (Digitalisat).
- Hachscharah, Gedichtsammlung, Jerusalem 1941/1942
- Über Schawej Zion, Schavej Zion 1960
- Otto Hirsch – ein Lebensbild, 1963
- Lied der Lieder, 1964
- Es führt eine lange Straße, Gedichtband, Berlin 1976
- Beiträge zur Anthologie Stimmen aus Israel, 1976
- Jehoshua, mein Sohn, Gerlingen 1979 (2., veränderte Auflage 1996 unter dem Titel Mein Sohn Erich Jehoshua – Lebensbild eines früh Gereiften)
- Die Lobgesänge. Das Buch der Psalmen, Gerlingen 1987
- Franz und Elisabeth. Erzählung. Bleicher-Verlag, Gerlingen 1989, ISBN 3-88350-446-7